# لويد برانسون
لويد برانسون (بالإنجليزية: Lloyd Branson)‏ هو رسام أمريكي، ولد في 1853 في مقاطعة كنوكس في الولايات المتحدة، وتوفي في 12 يونيو 1925 في نوكسفيل في الولايات المتحدة.